# Cumafos
Cumafos, de triviale naam voor 3-chloor-7-di-ethoxyfosfinothioyloxy-4-methyl-2-chromenon, is een uiterst toxische organische verbinding met als brutoformule C14H16ClO5PS. De stof komt voor als kleurloze kristallen met een kenmerkende geur, die onoplosbaar is in water.
Het wordt gebruikt als insecticide. Handelsnamen van de stof zijn Asuntol, Co-ral, Meldane, Muscatox, Perizin, Resitox en Negashunt. Cumafos is zeer giftig voor waterorganismen en kan schadelijk zijn voor het milieu.

## Toxicologie en veiligheid
De stof ontleedt bij verhitting met vorming van giftige dampen, onder andere zwaveloxiden, fosforoxiden en waterstofchloride. Cumafos reageert traag met basen, gepaard gaande met hydrolyse.
Kortstondige blootstelling aan de stof zorgt voor een remming van cholinesterase. De effecten kunnen met vertraging optreden.